# Кальян, Леонид Петрович
Леонид Петрович Кальян (1917—1991) — подполковник Советской Армии, участник Великой Отечественной войны, Герой Советского Союза (1943).

## Биография
Леонид Кальян родился 17 марта 1917 года в Мелитополе. После окончания школы фабрично-заводского ученичества работал слесарем-инструментальщиком на Мелитопольском заводе имени Воровского. В 1936 году Кальян окончил аэроклуб, после чего остался в нём лётчиком-инструктором. В 1937 году он был призван на службу в Рабоче-крестьянскую Красную Армию. В 1938 году Кальян окончил Качинскую военную авиационную школу лётчиков. С ноября 1941 года — на фронтах Великой Отечественной войны.
К марту 1943 года капитан Леонид Кальян командовал эскадрильей 573-го истребительного авиаполка 101-й истребительной авиадивизии ПВО. 12 марта 1943 года он участвовал в отражении налёта на станцию Валуйки в Белгородской области 84 немецких бомбардировщиков, благодаря чему те не смогли сбросить бомбы на важный железнодорожный узел и были вынуждены ретироваться. В том бою Кальян сбил 2 немецких самолёта.
Указом Президиума Верховного Совета СССР от 21 апреля 1943 года за «образцовое выполнение боевых заданий командования на фронте борьбы с немецкими захватчиками и проявленные при этом мужество и героизм» капитан Леонид Кальян был удостоен высокого звания Героя Советского Союза с вручением ордена Ленина и медали «Золотая Звезда» за номером 916.
Всего же за время своего участия в боях Кальян сбил 5 немецких самолётов лично и ещё 5 — в составе группы. После окончания войны он продолжил службу в Советской Армии. В 1953 году в звании подполковника Кальян был уволен в запас. Проживал в Киеве, работал старшим инженером учреждения «Укргипроград». Умер 20 июня 1991 года, похоронен на Берковецком кладбище Киева.
Был также награждён орденами Отечественной войны 1-й степени и Красной Звезды, рядом медалей.

## Память
- На здании аэроклуба, где ранее располагалась Мелитопольская авиационная школа, в которой обучался Герой, 17 августа 2013 года установлена мемориальная доска[2].